# Hwarang Archery Field
Das Hwarang Archery Field (화랑 양궁장 Hwarang Yanggungjang) ist eine Bogenschießanlage im Nordosten der südkoreanischen Hauptstadt Seoul.

## Geschichte
Von November 1985 bis zum 30. Januar 1986 wurde das Hwarang Archery Field anlässlich der Olympischen Sommerspiele 1988 auf dem Gelände der Militärakademie errichtet. Die Anlage umfasste acht Schießbahnen für Männer und sieben für Frauen. Während der Spiele wurden die Gebäude der Militärakademie sowie Zelte von Kampfrichtern und Sportlern genutzt. Des Weiteren wurden temporäre Stahlrohrtribünen, die 1200 Zuschauern Platz boten, errichtet.